# Scindapsus glaucescens
Scindapsus glaucescens là một loài thực vật có hoa trong họ Ráy (Araceae). Loài này được (Engl. & K.Krause) Alderw. miêu tả khoa học đầu tiên năm 1920.